# 110296 Luxor
110296 Luxor este o planetă minoră (asteroid), cu un diametru de 4,154 km, din centura de asteroizi. A fost descoperită pe 25 septembrie 2001 la Observatorul Desert Eagle de William Kwong Yu Yeung și a fost numită după Luxor. 
Obiectul prezintă o orbită caracterizată de o semiaxă mare de 2,7934730691275 UAi, o excentricitate de 0,064648725478276, o înclinație de 4,854510551452 ° în raport cu ecliptica.